# Mercedes Carvajal de Arocha
Mercedes Carvajal de Arocha (Isla de Trinidad, Indias Occidentales Británicas, 8 de noviembre de 1902 - Caracas, 31 de agosto de 1994), conocida por su seudónimo Lucila Palacios, fue una escritora, política y diplomática venezolana. Asumió su nuevo nombre en honor a la poetisa chilena Gabriela Mistral, cuyo primer nombre era Lucila, mientras que el apellido Palacios lo tomó en honor a Concepción Palacios, la madre del Libertador Simón Bolívar. Fue la primera senadora electa en Venezuela.

## Biografía
Desde 1931, cuando comienza a escribir, utiliza el seudónimo con que se le conoce,  y en 1937 publica su primera novela Los Buzos. Representó al Estado Bolívar en la Asamblea Nacional Constituyente de 1947. Entre 1948 y 1952 fue la primera senadora de la República por la misma entidad federal junto a Cecilia Núñez Sucre electa por el Distrito Federal.
Cubrió una amplia y limpia trayectoria en la que escribía novelas, cuentos, poemas y un quehacer permanente en defender los derechos del niño y de la mujer.
En 1963 fue nombrada la primera Embajadora de Venezuela en el Uruguay, donde rindió una positiva labor, fundamentalmente en el campo de la cultura.
Obtuvo 1943, con su novela Tres palabras y una mujer, el Premio Literario de la Asociación Cultural Interamericana de Caracas; en 1944 se le adjudica el Premio Municipal de Literatura Infantil, con la obra teatral Juan se durmió en la torre. En 1949 es galardonada con el premio literario "Arístides Rojas". Su obra ha recibido los mejores elogios de la crítica literaria, en particular su novela La gran serpiente (1943).
Lucila Palacios fue la primera mujer Individuo de Número de la Academia Venezolana de la Lengua. El Círculo de Escritores de Venezuela creó en 1991 el Premio "Lucila Palacios" para designar al Escritor del Año.
Con el papel colocado en su pequeña máquina de escribir, dispuesto para la creación literaria, muere doña Lucila, muy cerca de los 92 años, el 31 de agosto de 1994.

## Obra

### Novela
- Los buzos (1937)
- Rebeldía (1940)
- La gran serpiente (1943)
- Tres palabras y una mujer (1944)
- El corcel de las crines albas (1950)
- Cubil (1958)
- Signos en el tiempo (1959)
- Tiempo de siega (1960)
- La piedra en el vacío (1970)
- Reducto de soledad (1975)
- Látigo (1983)
- ¡No! (Versión novelada sobre un personaje imprevisto) (1989)

### Relato
- Trozos de mi vida (1942)
- Mundo en miniatura (1955)
- Ayer violento (1965)
- Cinco cuentos del sur (1972)
- Cristal de aumento (1982)

### Memorias
- El espejo rodante (1985 y 1987)